# Joško
Joško ist eine kroatische und slowenische Verkleinerungsform des männlichen Vornamens Josip, Jože, Jožef, der kroatischen und slowenischen Form von Josef, Joseph.

## Bekannte Namensträger
- Joško Čagalj (* 1972), kroatischer Sänger
- Joško Janša (1900–1960), slowenisch-jugoslawischer Skilangläufer
- Joško Tischler (1902–1979), slowenisch-österreichischer Politiker und Mittelschulprofessor
- Joško Vlasich (* 1950), österreichischer Lehrer und Politiker (Grüne)
- Joško Gvardiol (* 2002), kroatischer Fußballspieler